# Tipula simondsi
Tipula simondsi är en tvåvingeart som beskrevs av Alexander 1965. Tipula simondsi ingår i släktet Tipula och familjen storharkrankar. Inga underarter finns listade i Catalogue of Life.